# Jill Hetherington
| Posities op de WTA-ranglijst Positie per einde seizoen: \| jaar \| rang enkelspel \| rang dubbelspel \| \| ---- \| -------------- \| --------------- \| \| 1983 \| 203 \| – \| \| 1984 \| 121 \| – \| \| 1985 \| 335 \| – \| \| 1986 \| – \| 30 \| \| 1987 \| 169 \| 91 \| \| 1988 \| 81 \| 16 \| \| 1989 \| 122 \| 18 \| \| 1990 \| 242 \| 43 \| \| 1991 \| 240 \| 13 \| \| 1992 \| 274 \| 17 \| \| 1993 \| 463 \| 21 \| \| 1994 \| – \| 43 \| \| 1995 \| – \| 32 \| \| 1996 \| – \| 43 \| |                |                 |
| jaar | rang enkelspel | rang dubbelspel |
| 1983 | 203            | –               |
| 1984 | 121            | –               |
| 1985 | 335            | –               |
| 1986 | –              | 30              |
| 1987 | 169            | 91              |
| 1988 | 81             | 16              |
| 1989 | 122            | 18              |
| 1990 | 242            | 43              |
| 1991 | 240            | 13              |
| 1992 | 274            | 17              |
| 1993 | 463            | 21              |
| 1994 | –              | 43              |
| 1995 | –              | 32              |
| 1996 | –              | 43              |

Gilliam (Jill) Hetherington (Brampton, 27 oktober 1964) is een voormalig tennisspeelster uit Canada. Van 1983 tot 1987 studeerde zij psychologie aan de Universiteit van Florida. Vanuit het college-tennis groeide zij naar een beroepscarrière. Hetherington speelt rechtshandig en heeft een tweehandige backhand. Zij was actief in het proftennis van 1983 tot en met 1997. In 1998 werd haar de Player of the Year Award van Canada toegekend.

## Loopbaan

### Enkelspel
Hetherington debuteerde in 1983 op het ITF-toernooi van Lakewood (VS). Zij stond in 1987 voor het eerst in een finale, op het ITF-toernooi van Bethesda (VS) – hier veroverde zij haar enige ITF-enkelspeltitel, door de Amerikaanse Carol Christian te verslaan.
In 1983 speelde Hetherington voor het eerst op een WTA-hoofdtoernooi, op het toernooi van Toronto. Zij bereikte er de tweede ronde. Zij stond in 1988 voor het eerst in een WTA-finale, op het toernooi van Wellington – hier veroverde zij haar enige WTA-enkelspeltitel, door de Amerikaanse Katrina Adams te verslaan. Later dat jaar nam zij deel aan de Olympische Spelen in Seoel – zij bereikte er de tweede ronde.
Haar beste resultaat op de grandslamtoernooien is het bereiken van de derde ronde, op het US Open 1988. Haar hoogste notering op de WTA-ranglijst is de 64e plaats, die zij bereikte in februari 1988.

### Dubbelspel
Hetherington behaalde in het dubbelspel betere resultaten dan in het enkelspel. Zij debuteerde in 1983 op het ITF-toernooi van Flemington (VS), samen met de Chileense Germaine Ohaco. Zij stond twee weken later voor het eerst in een finale, op het ITF-toernooi van Erie (VS), weer samen met Germaine Ohaco – hier veroverde zij haar eerste titel, door het Amerikaanse duo Lisa Kearney en Debbie Robb te verslaan. In totaal won zij zeven ITF-titels, de laatste in 1996 in Indian Wells (VS).
In 1983 speelde Hetherington voor het eerst op een WTA-hoofdtoernooi, op het toernooi van Toronto, samen met landgenote Hélène Pelletier. Zij bereikten er de tweede ronde. Zij stond in 1984 voor het eerst in een WTA-finale, op het toernooi van Rio de Janeiro, weer samen met Hélène Pelletier – hier veroverde zij haar eerste titel, door het Amerikaanse koppel Penny Barg en Kylie Copeland te verslaan. In 1988 nam zij deel aan de Olympische Spelen in Seoel, samen met Carling Bassett-Seguso – zij kwamen er tot de kwartfinale. Later dat jaar bereikte Hetherington een grandslamfinale, op het US Open, en in 1989 nogmaals op het Australian Open, beide keren met de Amerikaanse Patty Fendick aan haar zijde. In totaal won zij veertien WTA-titels, de laatste in 1995 in Pattaya, samen met de Australische Kristine Radford. In 1996 nam zij nogmaals deel aan de Olympische Spelen in Atlanta, samen met Patricia Hy-Boulais – zij bereikten er de kwartfinale. Tijdens haar afscheidstoernooi, het US Open 1997, versloeg zij (samen met Kathy Rinaldi-Stunkel) de gezusters Williams.
Haar hoogste notering op de WTA-ranglijst is de zesde plaats, die zij bereikte in maart 1989.

#### Gemengd dubbelspel
Hetherington deed op alle grandslamtoernooien ook aan het gemengd dubbelspel mee. Haar beste resultaat is het bereiken van de finale, op Roland Garros 1995 met Zuid-Afrikaan John-Laffnie de Jager aan haar zijde.

### Tennis in teamverband
In de periode 1983–1995 maakte Hetherington deel uit van het Canadese Fed Cup-team – zij behaalde daar een winst/verlies-balans van 16–20. In 1988 bereikte het team de halve finale van de Wereldgroep I, na winst op Korea, Finland en Zweden – in de halve finale waren zij niet opgewassen tegen het team van Tsjecho-Slowakije.

### Na de profcarrière
Hetherington trad in het huwelijk met Rich Hultquist, heeft twee kinderen, en woont in Renton in de Amerikaanse staat Washington. Tot mei 2014 was zij, onder de naam Jill Hultquist, hoofd-coach van het vrouwentennis op de Universiteit van Washington.

## Palmares
| Legenda                |
| ---------------------- |
| Grandslamtoernooi      |
| Olympische Spelen      |
| Year-End Championships |
| Tier I                 |
| Tier II                |
| Tier III               |
| Tier IV & V            |

### WTA-finaleplaatsen enkelspel
| nr.              | finale     | toernooi       | ondergrond | tegenstandster | score    |         |
| ---------------- | ---------- | -------------- | ---------- | -------------- | -------- | ------- |
| gewonnen finales |            |                |            |                |          |         |
| 1.               | 1988-02-07 | WTA Wellington | hardcourt  | Katrina Adams  | 6-1, 6-1 | details |
| verloren finales |            |                |            |                |          |         |
| geen             |            |                |            |                |          |         |

### WTA-finaleplaatsen dubbelspel
| nr.                                 | finale     | toernooi           | ondergrond    | partner               | tegenstandsters                     | score         |         |
| ----------------------------------- | ---------- | ------------------ | ------------- | --------------------- | ----------------------------------- | ------------- | ------- |
| gewonnen finales vrouwendubbelspel  |            |                    |               |                       |                                     |               |         |
| 1.                                  | 1984-07-15 | WTA Rio de Janeiro | hardcourt     | Hélène Pelletier      | Penny Barg Kylie Copeland           | 6-3, 2-6, 7-6 | details |
| 2.                                  | 1988-01-31 | WTA Auckland       | hardcourt     | Patty Fendick         | Cammy MacGregor Cynthia MacGregor   | 6-2, 6-1      | details |
| 3.                                  | 1988-02-07 | WTA Wellington     | hardcourt     | Patty Fendick         | Belinda Cordwell Julie Richardson   | 6-3, 6-3      | details |
| 4.                                  | 1988-08-07 | WTA San Diego      | hardcourt     | Patty Fendick         | Betsy Nagelsen Dianne Van Rensburg  | 7-6, 6-4      | details |
| 5.                                  | 1988-08-14 | WTA Los Angeles    | hardcourt     | Patty Fendick         | Gigi Fernández Robin White          | 7-6, 5-7, 6-4 | details |
| 6.                                  | 1988-10-16 | WTA San Juan       | hardcourt     | Patty Fendick         | Gigi Fernández Robin White          | 6-4, 6-2      | details |
| 7.                                  | 1989-02-05 | WTA Auckland       | hardcourt     | Patty Fendick         | Elizabeth Smylie Janine Thompson    | 6-4, 6-4      | details |
| 8.                                  | 1989-02-26 | WTA Oakland        | tapijt (i)    | Patty Fendick         | Larisa Savtsjenko Natallja Zverava  | 7-5, 3-6, 6-2 | details |
| 9.                                  | 1989-04-23 | WTA Japan (Tokio)  | hardcourt     | Elizabeth Smylie      | Ann Henricksson Beth Herr           | 6-1, 6-3      | details |
| 10.                                 | 1990-04-28 | WTA Singapore      | hardcourt     | Jo Durie              | Pascale Paradis Catherine Suire     | 6-4, 6-1      | details |
| 11.                                 | 1991-04-21 | WTA Houston        | gravel        | Kathy Rinaldi         | Patty Fendick Mary Joe Fernandez    | 6-1, 2-6, 6-1 | details |
| 12.                                 | 1991-08-04 | WTA San Diego      | hardcourt     | Kathy Rinaldi         | Gigi Fernández Nathalie Tauziat     | 6-4, 3-6, 6-2 | details |
| 13.                                 | 1995-02-05 | WTA Auckland       | hardcourt     | Elna Reinach          | Laura Golarsa Caroline Vis          | 7-6, 6-2      | details |
| 14.                                 | 1995-11-19 | WTA Pattaya        | hardcourt     | Kristine Radford      | Kristin Godridge Nana Miyagi        | 2-6, 6-4, 6-3 | details |
| verloren finales vrouwendubbelspel  |            |                    |               |                       |                                     |               |         |
| 1.                                  | 1987-12-06 | WTA Buenos Aires   | gravel        | Christiane Jolissaint | Mercedes Paz Gabriela Sabatini      | 2-6, 2-6      | details |
| 2.                                  | 1987-12-13 | WTA Guarujá        | hardcourt     | Mercedes Paz          | Katrina Adams Cheryl Jones          | 4-6, 6-4, 4-6 | details |
| 3.                                  | 1988-07-31 | WTA Aptos          | hardcourt     | Patty Fendick         | Lise Gregory Ronni Reis             | 3-6, 4-6      | details |
| 4.                                  | 1988-09-11 | US Open            | hardcourt     | Patty Fendick         | Gigi Fernández Robin White          | 4-6, 1-6      | details |
| 5.                                  | 1989-01-08 | WTA Brisbane       | hardcourt     | Patty Fendick         | Jana Novotná Helena Suková          | 7-6, 1-6, 2-6 | details |
| 6.                                  | 1989-01-29 | Australian Open    | hardcourt     | Patty Fendick         | Martina Navrátilová Pam Shriver     | 6-3, 3-6, 2-6 | details |
| 7.                                  | 1989-03-05 | WTA San Antonio    | hardcourt     | Patty Fendick         | Katrina Adams Pam Shriver           | 6-3, 1-6, 4-6 | details |
| 8.                                  | 1990-02-04 | WTA Auckland       | hardcourt     | Robin White           | Natalia Medvedeva Leila Meschi      | 6-3, 3-6, 6-7 | details |
| 9.                                  | 1990-11-11 | WTA Indianapolis   | hardcourt (i) | Katrina Adams         | Patty Fendick Meredith McGrath      | 1-6, 1-6      | details |
| 10.                                 | 1991-02-24 | WTA Oklahoma       | hardcourt (i) | Katrina Adams         | Meredith McGrath Anne Smith         | 2-6, 4-6      | details |
| 11.                                 | 1991-03-31 | WTA San Antonio    | hardcourt     | Kathy Rinaldi         | Patty Fendick Monica Seles          | 6-7, 2-6      | details |
| 12.                                 | 1991-10-06 | WTA Leipzig        | tapijt (i)    | Kathy Rinaldi         | Manon Bollegraf Isabelle Demongeot  | 4-6, 3-6      | details |
| 13.                                 | 1992-02-02 | WTA Auckland       | hardcourt     | Kathy Rinaldi         | Rosalyn Fairbank Raffaella Reggi    | 6-1, 1-6, 5-7 | details |
| 14.                                 | 1992-03-01 | WTA Indian Wells   | hardcourt     | Kathy Rinaldi         | Claudia Kohde-Kilsch Stephanie Rehe | 3-6, 3-6      | details |
| 15.                                 | 1992-03-22 | WTA Miami          | hardcourt     | Kathy Rinaldi         | Arantxa Sánchez Larisa Neiland      | 5-7, 7-5, 3-6 | details |
| 16.                                 | 1992-04-19 | WTA Houston        | gravel        | Kathy Rinaldi         | Patty Fendick Gigi Fernández        | 5-7, 4-6      | details |
| 17.                                 | 1993-02-07 | WTA Auckland       | hardcourt     | Kathy Rinaldi         | Isabelle Demongeot Elna Reinach     | 2-6, 4-6      | details |
| 18.                                 | 1993-03-21 | WTA Miami          | hardcourt     | Kathy Rinaldi         | Larisa Neiland Jana Novotná         | 2-6, 5-7      | details |
| 19.                                 | 1993-05-23 | WTA Straatsburg    | gravel        | Kathy Rinaldi         | Shaun Stafford Andrea Temesvári     | 7-6, 3-6, 4-6 | details |
| 20.                                 | 1996-01-07 | WTA Auckland       | hardcourt     | Kristine Radford      | Els Callens Julie Halard            | 1-6, 0-6      | details |
| verloren finales gemengd dubbelspel |            |                    |               |                       |                                     |               |         |
| 1.                                  | 1995-06-11 | Roland Garros      | gravel        | John-Laffnie de Jager | Larisa Neiland Mark Woodforde       | 6-7, 6-7      | details |

## Resultaten grandslamtoernooien
| Legenda | Legenda                          |
| ------- | -------------------------------- |
| g.t.    | geen toernooi gehouden           |
| l.c.    | lagere categorie                 |
| –       | niet deelgenomen                 |
| G       | uitgeschakeld in de groepsfase   |
| 1R      | uitgeschakeld in de eerste ronde |
| 2R      | uitgeschakeld in de tweede ronde |
| 3R      | uitgeschakeld in de derde ronde  |
| 4R      | uitgeschakeld in de vierde ronde |
| KF      | uitgeschakeld in de kwartfinale  |
| HF      | uitgeschakeld in de halve finale |
| F       | de finale verloren               |
| W       | het toernooi gewonnen            |
| w-v     | winst/verlies-balans             |

### Enkelspel
| Toernooi        | 1988 | 1989 | 1990 | 1991 | w-v |
| --------------- | ---- | ---- | ---- | ---- | --- |
| Australian Open | 1R   | 2R   | 1R   | –    | 1-3 |
| Roland Garros   | –    | –    | –    | –    | 0-0 |
| Wimbledon       | 1R   | 1R   | –    | 1R   | 0-3 |
| US Open         | 3R   | 2R   | –    | –    | 3-2 |

### Vrouwendubbelspel
| Toernooi        | 1983 | 1984 | 1985 | 1986 | 1987 | 1988 | 1989 | 1990 | 1991 | 1992 | 1993 | 1994 | 1995 | 1996 | 1997 | w-v   |
| --------------- | ---- | ---- | ---- | ---- | ---- | ---- | ---- | ---- | ---- | ---- | ---- | ---- | ---- | ---- | ---- | ----- |
| Australian Open | –    | –    | –    | g.t. | –    | 2R   | F    | 1R   | HF   | 2R   | HF   | KF   | 1R   | 1R   | –    | 18-9  |
| Roland Garros   | –    | 3R   | 2R   | 1R   | 1R   | –    | –    | –    | –    | 3R   | 1R   | 1R   | 1R   | 1R   | –    | 5-9   |
| Wimbledon       | –    | 1R   | 2R   | HF   | 3R   | 1R   | 3R   | KF   | 3R   | 1R   | KF   | 2R   | 1R   | 2R   | –    | 19-13 |
| US Open         | 2R   | 1R   | 3R   | 3R   | 1R   | F    | 2R   | 2R   | 1R   | 3R   | 2R   | 1R   | HF   | 2R   | 2R   | 21-15 |

### Gemengd dubbelspel
| Toernooi        | 1984 | 1985 | 1986 | 1987 | 1988 | 1989 | 1990 | 1991 | 1992 | 1993 | 1994 | 1995 | 1996 | w-v   |
| --------------- | ---- | ---- | ---- | ---- | ---- | ---- | ---- | ---- | ---- | ---- | ---- | ---- | ---- | ----- |
| Australian Open | –    | –    | g.t. | –    | –    | 2R   | 2R   | 2R   | 1R   | HF   | KF   | 2R   | HF   | 12-8  |
| Roland Garros   | –    | –    | 2R   | 2R   | –    | –    | –    | –    | KF   | KF   | KF   | F    | 3R   | 14-7  |
| Wimbledon       | 2R   | 3R   | 1R   | 3R   | 2R   | 1R   | 1R   | KF   | 1R   | 3R   | 3R   | 2R   | 1R   | 14-13 |
| US Open         | 1R   | 1R   | –    | 1R   | –    | –    | 1R   | KF   | HF   | KF   | HF   | 1R   | 2R   | 11-10 |